# Pneumodesmus newmani
Pneumodesmus newmani (лат.) — вид многоножек, обитавших в венлокскую эпоху силурийского периода, около 428 миллионов лет назад. Единственный вид в составе рода Pneumodesmus. В исследовании 2017 года датировку сменили на более поздний лохковский век раннего девона, однако в 2023 году с помощью палинологического, палеоботанического и циронового анализов с использованимем дополнительного материала подтвердилась датировка отложений, предложенная в 2004 году. Это одна из первых многоножек и одно из древнейших сухопутных животных. Вид обнаружен в 2004 году и известен по единственному экземпляру из Стоунхейвена, Абердиншир, Шотландия.

## Открытие и наименование
Окаменелость Pneumodesmus newmani была найдена Майком Ньюманом — водителем автобуса и палеонтологом-любителем из Абердина, в слое песчаниковых пород на берегу Коуи, недалеко от Стоунхейвена (формация Коуи). Вид животного получил название newmani в честь Ньюмана. Голотип хранится в Национальном музее Шотландии в Эдинбурге. В первоописании сказано, что название рода образовано от др.-греч. pneumato — «воздух» или «дыхание», с отсылкой на предполагемую приспособленность животного дышать атмосферным воздухом. Однако правильное слово в древнегреческом языке для обозначения «воздуха» или «дыхания» — pneuma (πνεῦμα).

## Описание
На единственном фрагменте P. newmani длиной 1 см различимы небольшие, высоко расположенные тергиты и длинные, стройные конечности. Сохранилось шесть сегментов тела, а дорсальная часть каждого сегмента украшена горизонтальной полосой и тремя рядами примерно шестиугольных бугорков. Многоножки — группа, которая включает в себя двупарноногих и губоногих, и Pneumodesmus newmani внешне напоминал двупарноногую многоножку. Однако он не принадлежал ныне существующим группам многоножек.

## Значение
Окаменелость P. newmani важна, поскольку её кутикула содержит отверстия, интерпретируемые как дыхальца — часть системы газообмена, которая функционирует только на воздухе. Это особенность позволяет считать данный вид самым ранним задокументированным членистоногим с трахейной системой и одним из первых известных животных, дышащих кислородом на суше.
Известны ископаемые следы многоножек, датированные поздним ордовиком (геологический период, предшествующий силуру), но P. newmani может быть самым ранним ископаемым телом многоножки с датировкой 428 млн лет назад (силур, поздний венлок — ранний лудловский век). Если основываться на оценке в 414 миллионов лет (ранний девон, лохковский век), полученной уран-свинцовым методом, то более древними являются находки из Керреры (425 миллионов лет назад) и Ладлоу (420 миллионов лет назад). Однако исследование 2023 года с использованием различных анализов предполагает, что этот таксон, скорее всего, является венлокским.
В силурийском периоде горные породы, которые позже станут частью Шотландии, формировались на континенте Лаврентия, в тропической части южного полушария.